# Llista d'instituts d'educació secundària d'Eivissa
| Centre                  | Coordenades                                                  | Situació                  | Estudis                          | Fundació | Alumnes     | Web                                   | Imatge                 |
| ----------------------- | ------------------------------------------------------------ | ------------------------- | -------------------------------- | -------- | ----------- | ------------------------------------- | ---------------------- |
| Algarb                  | 38° 53′ 54.65″ N, 1° 24′ 0.79″ E / 38.8985139°N,1.4002194°E  | Sant Jordi de Ses Salines |                                  | 1992     | 622 (03-04) | [ 2 ]                                 |                        |
| Isidor Macabich         | 38° 55′ 27.26″ N, 1° 25′ 35.65″ E / 38.9242389°N,1.4265694°E | Eivissa                   |                                  | 1975     |             |                                       |                        |
| Quartó de Portmany      | 38° 59′ 15.9″ N, 1° 18′ 27.68″ E / 38.987750°N,1.3076889°E   | Sant Antoni de Portmany   | ESO, Batxillerat, CF             | 1988     |             |                                       | IES Quartó de Portmany |
| Sa Blanca Dona          |                                                              | Eivissa                   |                                  | 1979     |             |                                       |                        |
| Sa Colomina             | 38° 54′ 38.51″ N, 1° 25′ 26.48″ E / 38.9106972°N,1.4240222°E | Eivissa                   | ESO, Batxillerat, FP Bàsica i CF | 2000     |             |                                       | Sa Colomina            |
| Sant Agustí             |                                                              | Sant Agustí des Vedrà     |                                  | 2002     |             |                                       |                        |
| Santa Maria             | 38° 54′ 41.02″ N, 1° 25′ 50.04″ E / 38.9113944°N,1.4305667°E | Eivissa                   |                                  | 1934     |             |                                       |                        |
| Sant Llorenç de Balàfia | 39° 1′ 42.43″ N, 1° 28′ 38″ E / 39.0284528°N,1.47722°E       | Sant Llorenç de Balàfia   | ESO, Batxillerat, FP Bàsica      | 2003     |             | Arxivat 2011-01-30 a Wayback Machine. |                        |
| Xarc                    | 38° 59′ 18″ N, 1° 32′ 34″ E / 38.98833°N,1.54278°E           | Santa Eulària des Riu     | ESO, FP Bàsica, Batxillerat i CF | 1990     | 651 (09-10) |                                       | Xarc                   |
| Sa Serra                |                                                              | Sant Antoni de Portmany   | ESO, Batxillerat i FP Bàsica     |          |             |                                       |                        |